# Daniela Tavalazzi
Daniela Tavalazzi (Bologna, 8 agosto 1972) è un'allenatrice di calcio ed ex calciatrice italiana, di ruolo difensore, responsabile tecnico delle giovanili del Bologna.
Ha giocato 95 partite con la Nazionale di calcio femminile dell'Italia, con cui ha partecipato ai campionati europei 1997 e ai mondiali 1999.

## Carriera

### Giocatrice

#### Club
Daniela Tavalazzi si appassiona al calcio fin da giovanissima tesserandosi con il San Donato, società con la quale inizia a giocare a 8 anni nella formazione giovanile mista indossando anche la fascia di capitano della squadra.
Successivamente ha giocato per le squadre del Bologna C.F., Ravenna, Milan, Torino, Verona, Lazio, Torres Sassari e Reggiana.
In totale ha conquistato 7 scudetti e alcune Coppe Italia e Super Coppe.

### Allenatrice e dirigente
Dal 2010 Tavalazzi decide di accettare l'incarico da parte della dirigenza del Bologna maschile (Bologna F.C. 1909) per seguire la propria scuola calcio, trovandovi un gruppo di quattordici ragazzine, abbastanza numeroso per poter istituire una squadra "quasi" Primavera, ottenendo dalla società la possibilità di realizzare un settore femminile affiliato. In qualche anno riesce a espandere il settore femminile arrivando nel 2015 ad allestire squadre giovanili interamente femminile in cinque diverse categorie, diventate nove all'inizio della stagione 2017-2018, alle quali si aggiunge una prima squadra che segue anche da allenatrice.

## Statistiche

### Cronologia presenze e reti in nazionale
Dall'elenco mancano le presenze maturate prima del 1995.

| Cronologia completa delle presenze e delle reti in nazionale ― Italia | Cronologia completa delle presenze e delle reti in nazionale ― Italia | Cronologia completa delle presenze e delle reti in nazionale ― Italia | Cronologia completa delle presenze e delle reti in nazionale ― Italia | Cronologia completa delle presenze e delle reti in nazionale ― Italia | Cronologia completa delle presenze e delle reti in nazionale ― Italia | Cronologia completa delle presenze e delle reti in nazionale ― Italia | Cronologia completa delle presenze e delle reti in nazionale ― Italia |
| Data                                                                  | Città                                                                 | In casa                                                               | Risultato                                                             | Ospiti                                                                | Competizione                                                          | Reti                                                                  | Note                                                                  |
| --------------------------------------------------------------------- | --------------------------------------------------------------------- | --------------------------------------------------------------------- | --------------------------------------------------------------------- | --------------------------------------------------------------------- | --------------------------------------------------------------------- | --------------------------------------------------------------------- | --------------------------------------------------------------------- |
| 5-10-1994                                                             | Castiglione delle Stiviere                                            | Italia                                                                | 1 – 1                                                                 | Danimarca                                                             | Amichevole                                                            | -                                                                     | 65’                                                                   |
| 26-1-1995                                                             | Firenze                                                               | Italia                                                                | 1 – 1                                                                 | Inghilterra                                                           | Amichevole                                                            | -                                                                     | 46’                                                                   |
| 7-4-1996                                                              | Mestre                                                                | Italia                                                                | 4 – 1                                                                 | Portogallo                                                            | Qual. Euro 1997                                                       | -                                                                     |                                                                       |
| 11-5-1996                                                             | Parenzo                                                               | Croazia                                                               | 0 – 0                                                                 | Italia                                                                | Qual. Euro 1997                                                       | -                                                                     |                                                                       |
| 9-10-1996                                                             | Venaria Reale                                                         | Italia                                                                | 0 – 1                                                                 | Svezia                                                                | Amichevole                                                            | -                                                                     | 29’ 71’                                                               |
| 11-12-1996                                                            | Benevento                                                             | Italia                                                                | 0 – 0                                                                 | Germania                                                              | Amichevole                                                            | -                                                                     | 61’                                                                   |
| 26-2-1997                                                             | Lovanio                                                               | Belgio                                                                | 1 – 1                                                                 | Italia                                                                | Amichevole                                                            | -                                                                     |                                                                       |
| 23-3-1997                                                             | Modena                                                                | Italia                                                                | 4 – 1                                                                 | Grecia                                                                | Amichevole                                                            | -                                                                     |                                                                       |
| 23-4-1997                                                             | Torino                                                                | Italia                                                                | 2 – 0                                                                 | Inghilterra                                                           | Amichevole                                                            | -                                                                     |                                                                       |
| 30-6-1997                                                             | Moss                                                                  | Germania                                                              | 1 – 1                                                                 | Italia                                                                | Euro 1997 - Fase a gironi                                             | -                                                                     |                                                                       |
| 3-7-1997                                                              | Lillestrøm                                                            | Italia                                                                | 2 – 2                                                                 | Danimarca                                                             | Euro 1997 - Fase a gironi                                             | -                                                                     |                                                                       |
| 6-7-1997                                                              | Lillestrøm                                                            | Norvegia                                                              | 0 – 2                                                                 | Italia                                                                | Euro 1997 - Fase a gironi                                             | -                                                                     |                                                                       |
| 9-7-1997                                                              | Lillestrøm                                                            | Italia                                                                | 2 – 1                                                                 | Spagna                                                                | Euro 1997 - Semifinali                                                | -                                                                     |                                                                       |
| 12-7-1997                                                             | Oslo                                                                  | Italia                                                                | 0 – 2                                                                 | Germania                                                              | Euro 1997 - Finale                                                    | -                                                                     |                                                                       |
| 1-11-1997                                                             | Nyon                                                                  | Svizzera                                                              | 1 – 3                                                                 | Italia                                                                | Qual. Mondiali 1999                                                   | -                                                                     |                                                                       |
| 22-11-1997                                                            | Como                                                                  | Italia                                                                | 0 – 0                                                                 | Francia                                                               | Qual. Mondiali 1999                                                   | -                                                                     |                                                                       |
| 5-2-1998                                                              | Catania                                                               | Italia                                                                | 0 – 1                                                                 | Germania                                                              | Amichevole                                                            | -                                                                     |                                                                       |
| 25-3-1998                                                             | Termoli                                                               | Italia                                                                | 0 – 0                                                                 | Cina                                                                  | Amichevole                                                            | -                                                                     |                                                                       |
| 11-4-1998                                                             | Blois                                                                 | Francia                                                               | 2 – 3                                                                 | Italia                                                                | Amichevole                                                            | -                                                                     |                                                                       |
| 21-4-1998                                                             | West Bromwich                                                         | Inghilterra                                                           | 1 – 2                                                                 | Italia                                                                | Amichevole                                                            | -                                                                     |                                                                       |
| 5-5-1998                                                              | Cagliari                                                              | Italia                                                                | 1 – 0                                                                 | Finlandia                                                             | Qual. Mondiali 1999                                                   | -                                                                     |                                                                       |
| 16-5-1998                                                             | Perugia                                                               | Italia                                                                | 2 – 0                                                                 | Svizzera                                                              | Qual. Mondiali 1999                                                   | -                                                                     |                                                                       |
| 27-5-1998                                                             | Espoo                                                                 | Finlandia                                                             | 0 – 2                                                                 | Italia                                                                | Qual. Mondiali 1999                                                   | -                                                                     |                                                                       |
| 6-1-1999                                                              | Sydney                                                                | Canada                                                                | 0 – 1                                                                 | Italia                                                                | Australian Cup                                                        | -                                                                     |                                                                       |
| 8-1-1999                                                              | Sydney                                                                | Australia                                                             | 1 – 1 (4 - 5 dtr)                                                     | Italia                                                                | Australian Cup                                                        | -                                                                     |                                                                       |
| 13-1-1999                                                             | Canberra                                                              | Australia                                                             | 1 – 0                                                                 | Italia                                                                | Australian Cup                                                        | -                                                                     |                                                                       |
| 21-4-1999                                                             | Soverato                                                              | Italia                                                                | 1 – 1                                                                 | Svezia                                                                | Amichevole                                                            | -                                                                     | 46’                                                                   |
| 12-5-1999                                                             | Fabriano                                                              | Italia                                                                | 2 – 2                                                                 | Norvegia                                                              | Amichevole                                                            | -                                                                     | 54’                                                                   |
| 26-5-1999                                                             | Lugo                                                                  | Italia                                                                | 4 – 1                                                                 | Inghilterra                                                           | Amichevole                                                            | -                                                                     | 59’                                                                   |
| 20-6-1999                                                             | Pasadena                                                              | Germania                                                              | 1 – 1                                                                 | Italia                                                                | Mondiali 1999 - Fase a gironi                                         | -                                                                     |                                                                       |
| 24-6-1999                                                             | Chicago                                                               | Brasile                                                               | 2 – 0                                                                 | Italia                                                                | Mondiali 1999 - Fase a gironi                                         | -                                                                     |                                                                       |
| 27-6-1999                                                             | Boston                                                                | Messico                                                               | 0 – 2                                                                 | Italia                                                                | Mondiali 1999 - Fase a gironi                                         | -                                                                     |                                                                       |
| 22-9-1999                                                             | Reykjavík                                                             | Islanda                                                               | 0 – 0                                                                 | Italia                                                                | Qual. Euro 2001                                                       | -                                                                     |                                                                       |
| 13-10-1999                                                            | Castelfranco di Sotto                                                 | Italia                                                                | 1 – 0                                                                 | Ucraina                                                               | Qual. Euro 2001                                                       | -                                                                     |                                                                       |
| 11-11-1999                                                            | Isernia                                                               | Italia                                                                | 4 – 4                                                                 | Germania                                                              | Qual. Euro 2001                                                       | -                                                                     |                                                                       |
| 23-2-2000                                                             | Torre Annunziata                                                      | Italia                                                                | 0 – 0                                                                 | Paesi Bassi                                                           | Amichevole                                                            | -                                                                     |                                                                       |
| 22-3-2000                                                             | Trani                                                                 | Italia                                                                | 3 – 0                                                                 | Jugoslavia                                                            | Amichevole                                                            | -                                                                     |                                                                       |
| 6-4-2000                                                              | Francoforte sul Meno                                                  | Germania                                                              | 3 – 0                                                                 | Italia                                                                | Qual. Euro 2001                                                       | -                                                                     |                                                                       |
| 7-6-2000                                                              | Urbino                                                                | Italia                                                                | 1 – 0                                                                 | Islanda                                                               | Qual. Euro 2001                                                       | -                                                                     | 83’                                                                   |
| 17-6-2000                                                             | Kiev                                                                  | Ucraina                                                               | 0 – 0                                                                 | Italia                                                                | Qual. Euro 2001                                                       | -                                                                     |                                                                       |
| 7-7-2000                                                              | New York                                                              | Stati Uniti                                                           | 4 – 1                                                                 | Italia                                                                | Amichevole                                                            | -                                                                     |                                                                       |
| 27-9-2000                                                             | San Giorgio di Nogaro                                                 | Italia                                                                | 2 – 1                                                                 | Slovacchia                                                            | Amichevole                                                            | -                                                                     |                                                                       |
| 14-10-2000                                                            | Roma                                                                  | Italia                                                                | 3 – 1                                                                 | Francia                                                               | Amichevole                                                            | 1                                                                     |                                                                       |
| 18-10-2000                                                            | Palermo                                                               | Italia                                                                | 3 – 0                                                                 | Portogallo                                                            | Qual. Euro 2001 - Play-off                                            | -                                                                     |                                                                       |
| 17-1-2001                                                             | Vibo Valentia                                                         | Italia                                                                | 3 – 0                                                                 | Scozia                                                                | Amichevole                                                            | -                                                                     |                                                                       |
| 7-3-2001                                                              | Rieti                                                                 | Italia                                                                | 1 – 0                                                                 | Stati Uniti                                                           | Amichevole                                                            | -                                                                     |                                                                       |
| 1-5-2001                                                              | Monza                                                                 | Italia                                                                | 2 – 0                                                                 | Belgio                                                                | Amichevole                                                            | -                                                                     | 53’                                                                   |
| 10-5-2001                                                             | Troisdorf                                                             | Germania                                                              | 1 – 0                                                                 | Italia                                                                | Amichevole                                                            | -                                                                     |                                                                       |
| 17-6-2001                                                             | Tavarone                                                              | Italia                                                                | 2 – 0                                                                 | Finlandia                                                             | Amichevole                                                            | -                                                                     |                                                                       |
| 25-6-2001                                                             | Aalen                                                                 | Italia                                                                | 2 – 1                                                                 | Danimarca                                                             | Euro 2001 - Fase a gironi                                             | -                                                                     |                                                                       |
| 28-6-2001                                                             | Reutlingen                                                            | Italia                                                                | 1 – 1                                                                 | Norvegia                                                              | Euro 2001 - Fase a gironi                                             | -                                                                     |                                                                       |
| 1-7-2001                                                              | Ulma                                                                  | Francia                                                               | 2 – 0                                                                 | Italia                                                                | Euro 2001 - Fase a gironi                                             | -                                                                     | 46’                                                                   |
| 8-9-2001                                                              | Reykjavík                                                             | Islanda                                                               | 2 – 1                                                                 | Italia                                                                | Qual. Mondiali 2003                                                   | -                                                                     |                                                                       |
| 10-10-2001                                                            | Siena                                                                 | Italia                                                                | 1 – 3                                                                 | Russia                                                                | Qual. Mondiali 2003                                                   | -                                                                     |                                                                       |
| 7-9-2005                                                              | Zwolle                                                                | Paesi Bassi                                                           | 0 – 2                                                                 | Italia                                                                | Amichevole                                                            | 1                                                                     |                                                                       |
| 24-9-2005                                                             | Monza                                                                 | Italia                                                                | 3 – 1                                                                 | Ucraina                                                               | Qual. Mondiali 2007                                                   | -                                                                     |                                                                       |
| 29-10-2005                                                            | Bergen                                                                | Norvegia                                                              | 1 – 0                                                                 | Italia                                                                | Qual. Mondiali 2007                                                   | -                                                                     |                                                                       |
| 2-11-2005                                                             | Sesto al Reghena                                                      | Italia                                                                | 6 – 0                                                                 | Serbia e Montenegro                                                   | Qual. Mondiali 2007                                                   | -                                                                     | 56’                                                                   |
| 8-3-2006                                                              | Isernia                                                               | Italia                                                                | 4 – 0                                                                 | Scozia                                                                | Amichevole                                                            | -                                                                     | 46’                                                                   |
| 12-3-2006                                                             | Venafro                                                               | Italia                                                                | 1 – 0                                                                 | Giappone                                                              | Amichevole                                                            | -                                                                     |                                                                       |
| 29-3-2006                                                             | Aversa                                                                | Italia                                                                | 2 – 0                                                                 | Grecia                                                                | Amichevole                                                            | -                                                                     |                                                                       |
| 22-4-2006                                                             | Atene                                                                 | Grecia                                                                | 0 – 5                                                                 | Italia                                                                | Qual. Mondiali 2007                                                   | -                                                                     |                                                                       |
| 17-6-2006                                                             | Mariupol'                                                             | Ucraina                                                               | 2 – 1                                                                 | Italia                                                                | Qual. Mondiali 2007                                                   | -                                                                     |                                                                       |
| 25-6-2006                                                             | Toronto                                                               | Canada                                                                | 2 – 1                                                                 | Italia                                                                | Amichevole                                                            | -                                                                     | 65’                                                                   |
| 3-8-2006                                                              | Krefeld                                                               | Germania                                                              | 5 – 0                                                                 | Italia                                                                | Amichevole                                                            | -                                                                     |                                                                       |
| 23-9-2006                                                             | Rimini                                                                | Italia                                                                | 1 – 2                                                                 | Norvegia                                                              | Qual. Mondiali 2007                                                   | -                                                                     |                                                                       |
| 30-10-2006                                                            | Masan                                                                 | Brasile                                                               | 1 – 1                                                                 | Italia                                                                | Coppa della Regina della Pace 2006                                    | -                                                                     |                                                                       |
| 1-11-2006                                                             | Changwon                                                              | Corea del Sud                                                         | 1 – 2                                                                 | Italia                                                                | Coppa della Regina della Pace 2006                                    | -                                                                     |                                                                       |
| 21-2-2007                                                             | Almere                                                                | Paesi Bassi                                                           | 2 – 0                                                                 | Italia                                                                | Amichevole                                                            | -                                                                     | 75’                                                                   |
| 7-3-2007                                                              | Lagos                                                                 | Islanda                                                               | 1 – 2                                                                 | Italia                                                                | Algarve Cup 2007                                                      | -                                                                     | 57’                                                                   |
| 9-3-2007                                                              | Lagos                                                                 | Portogallo                                                            | 0 – 1                                                                 | Italia                                                                | Algarve Cup 2007                                                      | -                                                                     | 46’                                                                   |
| 12-3-2007                                                             | Silves                                                                | Italia                                                                | 4 – 1                                                                 | Irlanda                                                               | Algarve Cup 2007                                                      | -                                                                     | 46’                                                                   |
| 5-5-2007                                                              | Trento                                                                | Italia                                                                | 0 – 2                                                                 | Svezia                                                                | Qual. Euro 2009                                                       | -                                                                     |                                                                       |
| 1-7-2007                                                              | Qinhuangdao                                                           | Messico                                                               | 2 – 2                                                                 | Italia                                                                | Amichevole                                                            | -                                                                     |                                                                       |
| 4-7-2007                                                              | Shenyang                                                              | Italia                                                                | 5 – 0                                                                 | Thailandia                                                            | Amichevole                                                            | 1                                                                     |                                                                       |
| 7-7-2007                                                              | Qinhuangdao                                                           | Cina                                                                  | 3 – 1                                                                 | Italia                                                                | Amichevole                                                            | -                                                                     |                                                                       |
| 10-7-2007                                                             | Shenyang                                                              | Italia                                                                | 2 – 1                                                                 | Thailandia                                                            | Amichevole                                                            | -                                                                     | 46’                                                                   |
| Totale                                                                |                                                                       | Presenze                                                              | 77                                                                    |                                                                       | Reti                                                                  | 2                                                                     |                                                                       |

## Palmarès
- Campionato italiano: 5

Torres: 1999-2000, 2000-2001
Lazio: 2001-2002
Foroni Verona: 2002-2003, 2003-2004
- Coppa Italia: 3

Torres: 1999-2000, 2000-2001
Bardolino Verona: 2005-2006
- Supercoppa italiana: 3

Foroni Verona: 2002, 2003
Bardolino Verona: 2005

### Annotazioni
1. ↑  Per i regolamenti FIGC fino ai 14 anni d'età non esiste distinzione tra maschi e femmine che giocano quindi nelle stesse formazioni giovanili miste.

### Fonti
1. ↑   Copia archiviata, su fifa.com. URL consultato il 31 luglio 2018 (archiviato dall'url originale il 2 luglio 2015).
2. 1 2   Laura Pressi, Intervista a Daniela Tavalazzi, una mamma calciatrice e allenatrice, su CalcioDonne.it, 13 ottobre 2013. URL consultato il 31 luglio 2018.
3. ↑   Daniela Tavalazzi presenta la stagione del Settore Femminile, su bolognafc.it, 16 novembre 2017.
4. ↑   Stefano Pellone, ESCLUSIVA MP – Daniela Tavalazzi: “Il calcio mi ha dato tanto”, su mondosportivo.it, 19 settembre 2013. URL consultato il 31 luglio 2018.
5. ↑   Valentina Cristiani, A tu per tu con Daniela Tavalazzi, su 1000cuorirossoblu.it, 20 maggio 2015. URL consultato il 31 luglio 2018.